# Dějiny Prahy 1918–1938

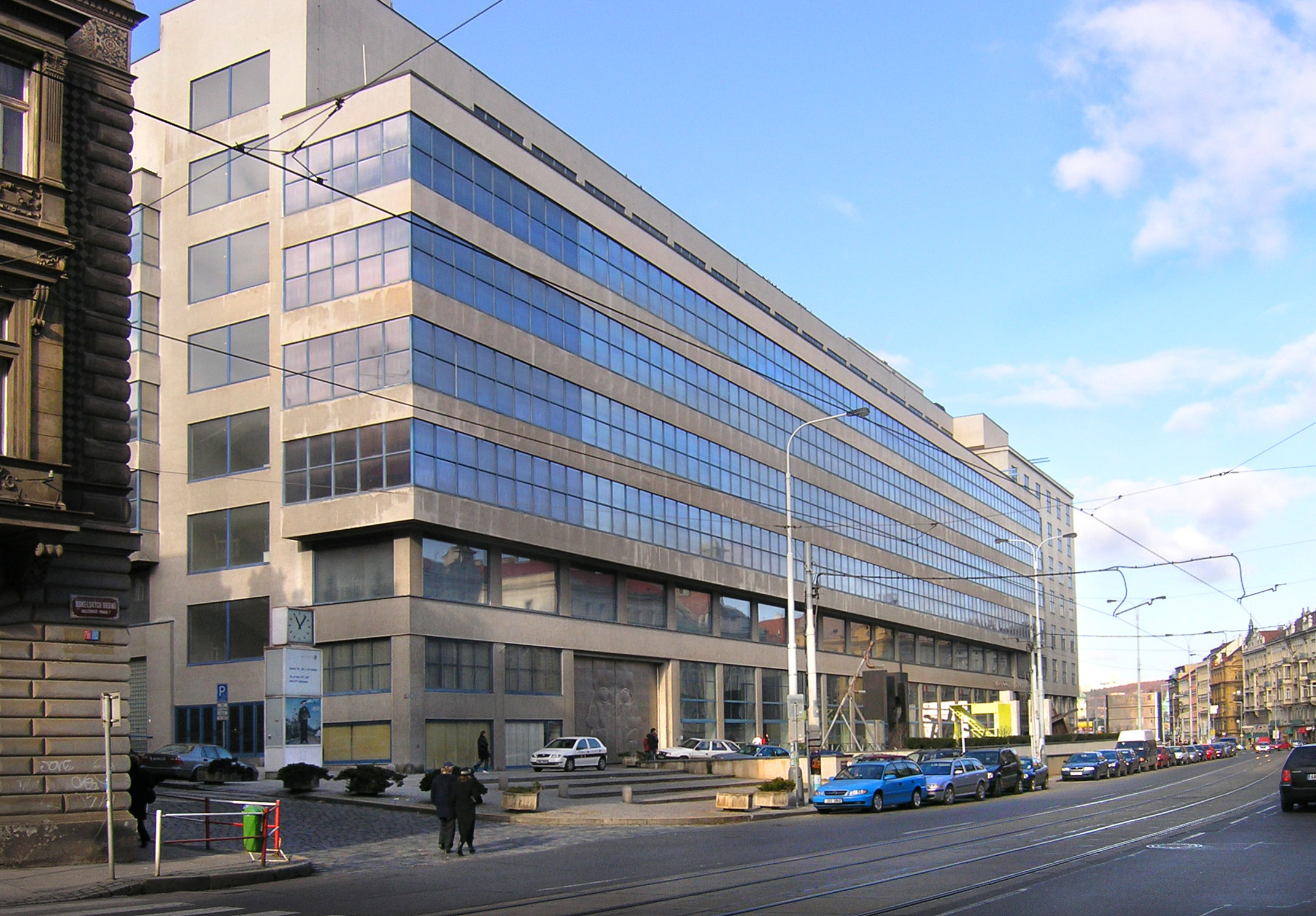
Veletržní palác, ukázka funkcionalismu meziválečného Československa. Postaven byl mezi lety 1925 a 1928.

Dějiny meziválečné Prahy byly určovány zejména přeměnou menšího druhořadého rakouského města obklopeného předměstími v rozsáhlou aglomeraci Velké Prahy a hlavní město nového československého státu, jeho politické, hospodářské a kulturní centrum.
Po vyhlášení první republiky byly okamžitě ze všech ulic odstraněny symboly staré monarchie (svržen Mariánský sloup, socha maršála Radeckého, císaře Františka I. a další symboly habsburské nadvlády); zrušeny německé názvy. Masaryk pověřil architekta Jože Plečnika úpravou Pražského hradu v duchu nové demokratické republiky.
Praha nadále pokračovala ve svém růstu v oblastech jakými jsou například Žižkov, Dejvice (urbanistické projekty A. Engela) či Střešovice. Vzhledem k tomu, že situace dospěla již do takového bodu, kdy téměř většina zástavby se nacházela za hranicemi města, bylo rozhodnuto hranice Prahy radikálně posunout od jejího historického středu. 37 měst i menších obcí bylo k metropoli připojeno, mezi nejvýznamnější se řadí například Vinohrady či Smíchov. Jednalo se o jedno z největších rozšíření v dějinách města (k dalšímu srovnatelnému došlo v roce 1974). Vznikla tzv. Velká Praha a také počet obyvatel radikálně vzrostl. Zatímco v roce 1910 šlo o 223 741 obyvatel, v roce 1921 už o celkem 676 657. V roce 1930 se pak počet obyvatel ještě zvýšil na 848 823.

## Dvacátá léta

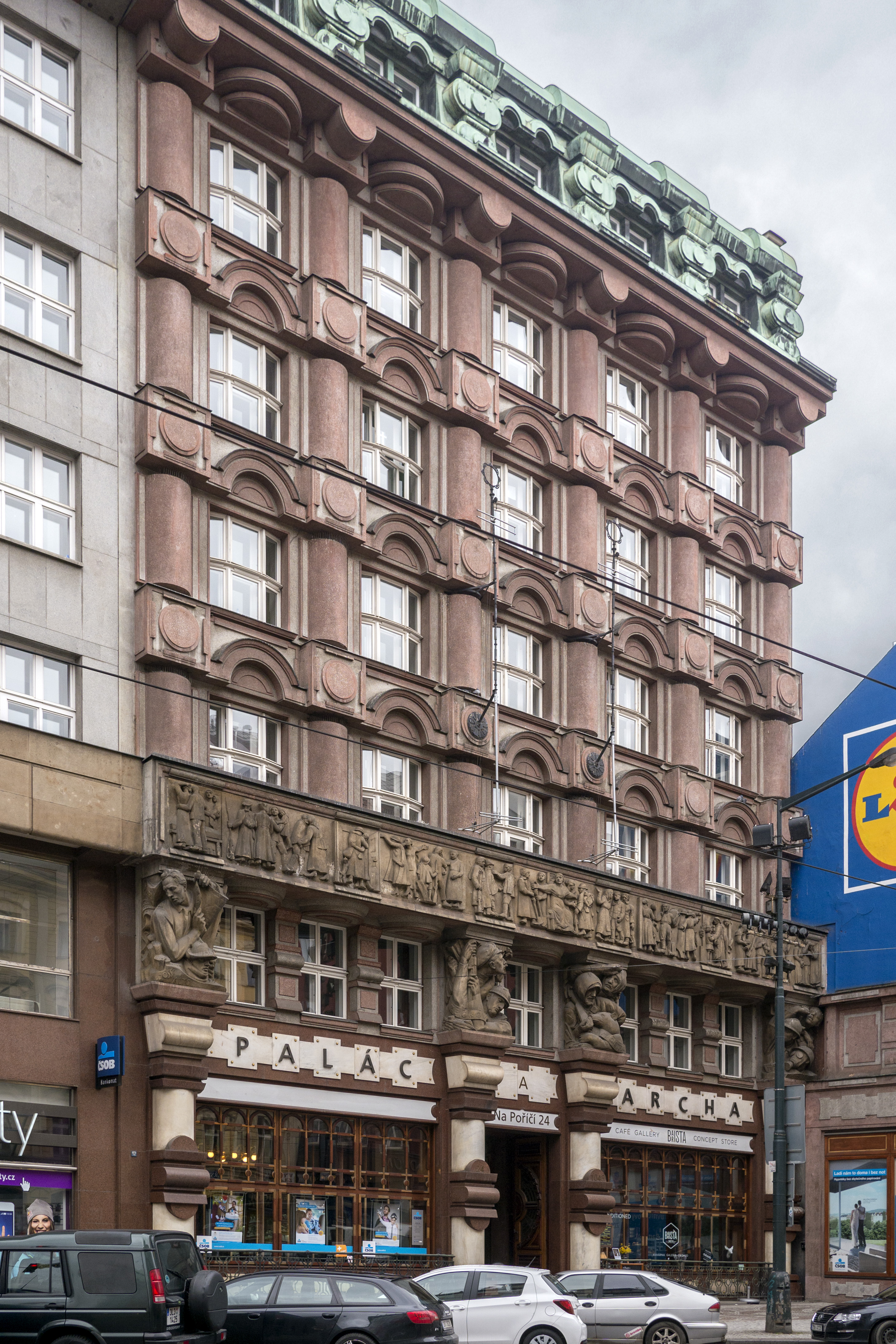
Legiobanka

V 20. letech v Praze jako v centru prosperujícího Československa probíhal bouřlivý rozvoj; rostly nové domy i nová divadla, projevila se i avantgarda a u nových staveb také funkcionalismus. Ve Kbelích začala přistávat první letadla (od roku 1923 odsud začal vysílat i rozhlas). Od roku 1925 začala ve městě jezdit, již pravidelně, veřejná autobusová doprava. Tramvajová síť přesáhla ve své délce roku o další tři roky později již 100 km, a to nedaleko Zlíchova. Václavské náměstí bylo ještě v témže roce přestavěno a uzpůsobeno pro právě rostoucí automobilovou dopravu. Slavnostně byla roku 1929 dokončena dostavba středověké katedrály sv. Víta, jednoho ze symbolů města, k domnělému výročí 1000 let od zavraždění sv. Václava.

## Třicátá léta

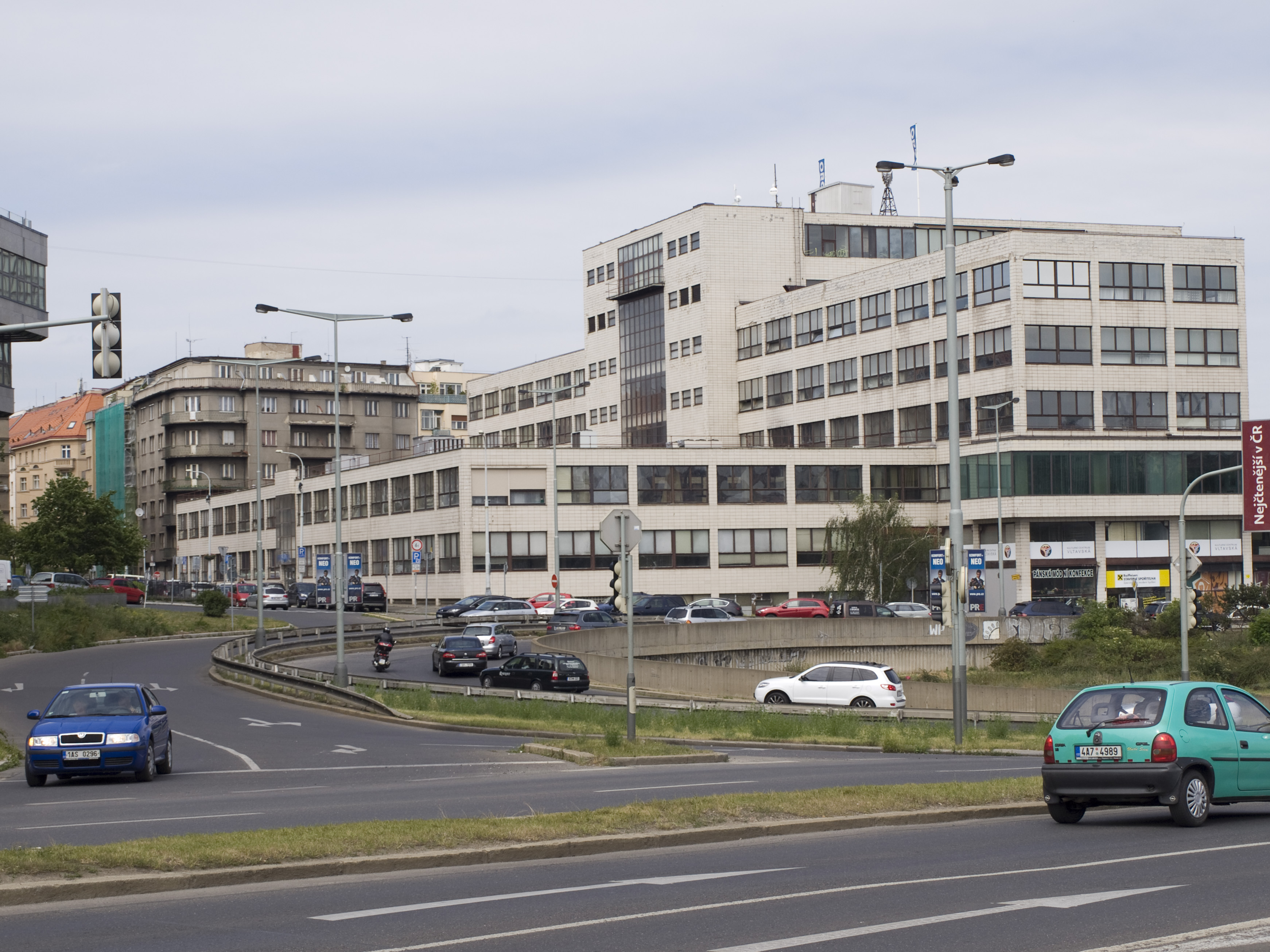
Budova Elektrických podniků (dokončeno 1935)

V třicátých letech metropoli zasáhla hospodářská krize. Zprovozněno bylo mezinárodní letiště v Ruzyni, postaveny různé veřejně významné budovy, například budovu Pražské burzy, Živnostenská banka, památník na Vítkově a otevřeny nové obchodní domy včetně velice moderní Bílé labutě. V tomto období probíhala také regulace Vltavy a dostavba nábřeží; byly zrušeny mnohé ostrovy, hlavně nedaleko Florence, a na nových náspech vznikly tehdy moderní administrativní budovy a sady. Ke konci 30. let se začínají objevovat i první projekty na vybudování podzemní dráhy; dopravní situace ve městě se stále zhoršuje. Tomu nakonec přispěje i zavedení pravostranného provozu, uskutečněné až po zániku první republiky a vzniku protektorátu. Touto dobou již počet obyvatel metropole přesahuje jeden milion.